# Grand Prix USA 1974
Grand Prix USA 1974 (oficiálně XVII United States Grand Prix) se jela na okruhu Watkins Glen International ve Watkins Glen v New Yorku ve Spojených státech amerických dne 6. října 1974. Závod byl patnáctým a zároveň posledním v pořadí v sezóně 1974 šampionátu Formule 1.

## Závod
| Poř.   | No. | Jezdec               | Konstruktér       | Počet kol | Čas/Odstoupení  | Pořadí na startu | Body |
| ------ | --- | -------------------- | ----------------- | --------- | --------------- | ---------------- | ---- |
| 1      | 7   | Carlos Reutemann     | Brabham-Ford      | 59        | 1:40:21.439     | 1                | 9    |
| 2      | 8   | Carlos Pace          | Brabham-Ford      | 59        | + 10.735        | 4                | 6    |
| 3      | 24  | James Hunt           | Hesketh-Ford      | 59        | + 1:10.384      | 2                | 4    |
| 4      | 5   | Emerson Fittipaldi   | McLaren-Ford      | 59        | + 1:17.753      | 8                | 3    |
| 5      | 28  | John Watson          | Brabham-Ford      | 59        | + 1:25.804      | 7                | 2    |
| 6      | 4   | Patrick Depailler    | Tyrrell-Ford      | 59        | + 1:27.506      | 13               | 1    |
| 7      | 33  | Jochen Mass          | McLaren-Ford      | 59        | + 1:30.012      | 20               |      |
| 8      | 26  | Graham Hill          | Lola-Ford         | 58        | + 1 kolo        | 24               |      |
| 9      | 15  | Chris Amon           | BRM               | 57        | + 2 kola        | 12               |      |
| 10     | 17  | Jean-Pierre Jarier   | Shadow-Ford       | 57        | + 2 kola        | 10               |      |
| 11     | 11  | Clay Regazzoni       | Ferrari           | 55        | + 4 kola        | 9                |      |
| 12     | 27  | Rolf Stommelen       | Lola-Ford         | 54        | + 5 kol         | 21               |      |
| Ret    | 1   | Ronnie Peterson      | Lotus-Ford        | 52        | Palivový systém | 19               |      |
| NC     | 22  | Mike Wilds           | Ensign-Ford       | 50        | Neklasifikován  | 22               |      |
| NC     | 16  | Tom Pryce            | Shadow-Ford       | 47        | Neklasifikován  | 18               |      |
| Ret    | 3   | Jody Scheckter       | Tyrrell-Ford      | 44        | Palivový systém | 6                |      |
| Ret    | 20  | Arturo Merzario      | Iso-Marlboro-Ford | 43        | Elektronika     | 15               |      |
| Ret    | 12  | Niki Lauda           | Ferrari           | 38        | Zavěšení        | 5                |      |
| Ret    | 21  | Jacques Laffite      | Iso-Marlboro-Ford | 31        | Motor           | 11               |      |
| Ret    | 66  | Mark Donohue         | Penske-Ford       | 27        | Zavěšení        | 14               |      |
| WD     | 18  | José Dolhem          | Surtees-Ford      | 25        | Odvolán         | 26               |      |
| Ret    | 10  | Vittorio Brambilla   | March-Ford        | 21        | Palivový systém | 25               |      |
| Ret    | 19  | Helmuth Koinigg      | Surtees-Ford      | 9         | Fatální nehoda  | 23               |      |
| Ret    | 2   | Jacky Ickx           | Lotus-Ford        | 7         | Zavěšení        | 16               |      |
| DSQ    | 31  | Tim Schenken         | Lotus-Ford        | 6         | Ilegální start  | 27               |      |
| DSQ    | 55  | Mario Andretti       | Parnelli-Ford     | 4         | Ulitý start     | 3                |      |
| Ret    | 6   | Denny Hulme          | McLaren-Ford      | 4         | Motor           | 17               |      |
| DNQ    | 9   | Hans Joachim Stuck   | March-Ford        |           |                 |                  |      |
| DNQ    | 42  | Ian Ashley           | Brabham-Ford      |           |                 |                  |      |
| DNQ    | 14  | Jean-Pierre Beltoise | BRM               |           |                 |                  |      |
| Zdroj: |     |                      |                   |           |                 |                  |      |

## Konečné pořadí po závodě
Pohár jezdců
| Pořadí | Jezdec             | Body |
| ------ | ------------------ | ---- |
| 1      | Emerson Fittipaldi | 55   |
| 2      | Clay Regazzoni     | 52   |
| 3      | Jody Scheckter     | 45   |
| 4      | Niki Lauda         | 38   |
| 5      | Ronnie Peterson    | 35   |
| Zdroj: |                    |      |

Pohár konstruktérů
| Pořadí | Konstruktér  | Body    |
| ------ | ------------ | ------- |
| 1      | McLaren-Ford | 73 (75) |
| 2      | Ferrari      | 65      |
| 3      | Tyrrell-Ford | 52      |
| 4      | Lotus-Ford   | 42      |
| 5      | Brabham-Ford | 35      |
| Zdroj: |              |         |